# Nguyễn Văn Thiệu

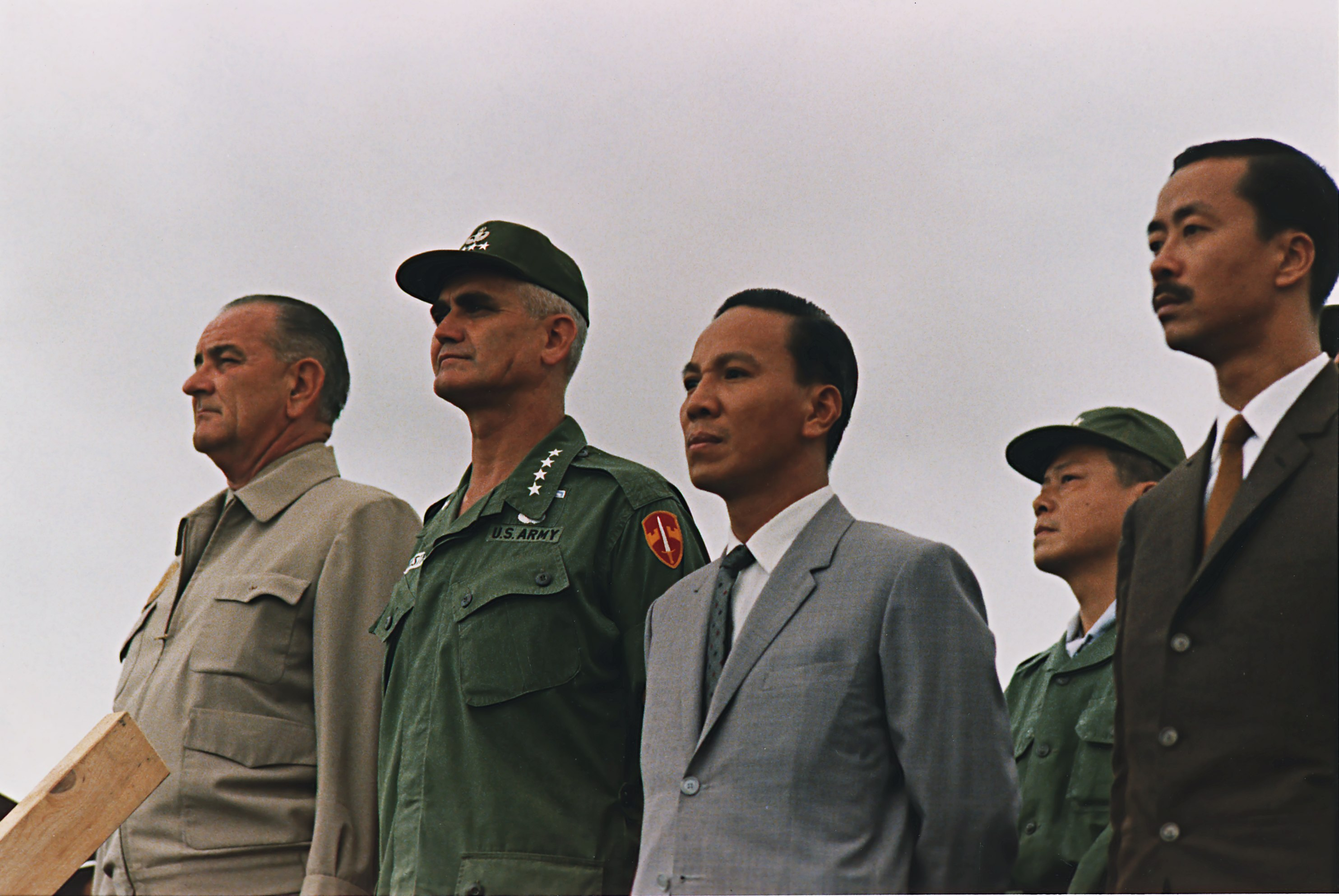
US-Präsident Lyndon B. Johnson (links) bei einem Besuch am 26. Oktober 1966 in Südvietnam mit US-General William Westmoreland (2. v. l.), dem Generalleutnant der südvietnamesischen Streitkräfte Nguyễn Văn Thiệu (3. v. r.) und mit dem Premierminister von Südvietnam Nguyễn Cao Kỳ.

Nguyễn Văn Thiệu [ŋʷjə̌ˀn van tʰjə̂ˀw] (Hán Nôm: 阮文紹), (* 5. April 1923 in der Provinz Ninh Thuận; † 29. September 2001 in Newton bei Boston, USA) war ein General der ARVN und Präsident von Südvietnam.

## Leben
1965 kam es zu einem Konflikt zwischen ihm und dem damaligen Luftwaffenchef Nguyễn Cao Kỳ, der von 1965 bis 1967 Ministerpräsident des Landes war und bis zu seinem Rückzug aus der Politik 1971 eine erbitterte Rivalität mit Nguyễn Văn Thiệu pflegte. Am 3. September 1967 wurde Thiệu mit 38 % der Stimmen zum Präsidenten der Republik Vietnam gewählt, 1971 erfolgte die Wiederwahl. Nach der Unterzeichnung des Pariser Friedensvertrags 1973, den Thiệu ablehnte, blieb er noch zwei Jahre Präsident, bis er am 21. April 1975 aufgrund der bevorstehenden Einnahme Saigons durch den Viet Cong zurücktrat und nach Taiwan emigrierte. Nachfolger als Präsident wurde Trần Văn Hương. Nach dessen Scheitern wurde Dương Văn Minh am 28. April 1975 erneut Präsident Südvietnams, doch ihm blieb es nur noch übrig am 30. April die Kapitulation gegenüber dem Viet Cong und die Auflösung der südvietnamesischen Regierung zu verkünden.
Später wohnte Thiệu zurückgezogen in Surrey (Großbritannien) und zuletzt in Boston (USA), wo er 2001 starb.
Thiệus Besuch am 10. April 1973 in Bonn führte im Rahmen der Proteste gegen den Vietnamkrieg zu einer Reihe von kommunistisch organisierten Gegendemonstrationen, bei denen unter anderem das Bonner Rathaus von 60 Vermummten besetzt wurde.